# Membrana selettiva di separazione
La membrana selettiva di separazione è un dispositivo usato nella depurazione dell'aria che permette la separazione dei composti organici dell'aria attraverso il recupero dei vapori.

## Meccanismo
Il processo può essere realizzato a uno stadio, a due stadi oppure a uno stadio con riciclo. La soluzione più attuale è proprio questa ultima, in quanto consente di ottenere da una parte gas puliti da scaricare in atmosfera e dall'altra di recuperare i COV condensati allo stato liquido
Nell'impianto a membrane sono previste due sezioni:
- la compressione-condensazione della corrente inquinata
- la sezione di separazione vera e propria mediante membrane

La miscela di aria e vapori organici viene sottoposta a pressioni di 105 - 106 N/m², quindi viene raffreddata in un condensatore. Parte dei composti organici vengono condensati e possono essere recuperati per il riutilizzo in fase liquida; la porzione non condensata entra nei moduli selettivi, dove attraversa la superficie selettiva della membrana. In tal modo si ottengono due correnti gassose, una contenente i composti organici che viene ricircolata nel sistema compressore- condensatore ed una depurata dai vapori che esce dal sistema.
Le caratteristiche delle membrane per la separazione selettiva sono fondamentali per il processo: l'aria attraversa la membrana con velocità che dipende dalla loro permeabilità relativa e dalla differenza di pressione tra i due lati della membrana.
Le membrane devono possedere i seguenti requisiti:
- avere un'adeguata selettività
- essere il più possibile prive di difetti ed efficienti per alti flussi
- avere un ingombro ridotto
- avere un costo limitato

Le membrane utilizzate sono solitamente a base di gomma, in particolare al silicone, che garantiscono una separazione molto efficiente dei composti organici dall'aria. La membrana a base di silicone viene inglobata in uno strato polimerico altamente poroso, utile per la separazione di COV da correnti gassose.

## Applicazioni
La prima applicazione industriale della separazione a membrana industriale è stata l'osmosi inversa.
Le membrane vengono utilizzate per la separazione di COV dall'aria, in particolare sia per il recupero di vapori da operazioni di scarico e trasferimento di petrolio che per il recupero di clorofluorocarburi e idrofluorocarburi (CFC e CHFC), cloruro di vinile e altri prodotti di un certo valore commerciale in impianti chimici.
L'uso di membrane per la separazione di gas e vapori si è imposto come tecnologia alternativa o complementare a varie applicazioni industriali come il recupero di vapori organici da flussi di gas concentrati nel corso degli ultimi dieci anni.
Applicazioni attualmente in fase di sviluppo evidenziano che la combinazione con altre tecnologie di controllo degli inquinanti aeriformi presenta dei possibili vantaggi tecnico-economici. Infatti, considerando i due processi tradizionali di separazione fisica per il recupero dei COV (condensazione e adsorbimento su carboni attivi) la separazione a membrana risulta vantaggiosa per il trattamento di flussi gassosi a elevate portate contenenti COV con concentrazione non inferiore a 5.000 ppm (alte concentrazioni).
Questi processi non richiedono sezioni di desorbimento e non producono flussi secondari che necessitino di trattamenti supplementari.